# Jim Foronda
James Edward Foronda (Tennessee, 3 luglio 1973) è un doppiatore statunitense. È famoso per i tanti ruoli di doppiaggio da lui interpretati tra cui il Sergente Denny Brosh in Fullmetal Alchemist.

## Doppiaggio

### Anime
- Detective Conan
- Desert Punk (Ikeda (ep 19-20))
- Dragon Ball Z: L'irriducibile bio-combattente (Men-Men)
- Dragon Ball Z: Il diabolico guerriero degli inferi (Janenba)
- Fullmetal Alchemist (Denny Brosh)
- Fullmetal Alchemist: Il conquistatore di Shamballa (Denny Bloch)
- Gunslinger Girl (Marco)
- Kiddy Grade
- Il giocattolo dei bambini (Onda)
- The Galaxy Railways (Shaw)
- Tsubasa RESERVoir CHRoNiCLE (Clow)